# Zenon Snylyk
Zenon Snylyk (ukr. Зенон Снилик, ur. 14 listopada 1933 we wsi Putiatyńce, województwo stanisławowskie, Polska, zm. 21 stycznia 2002 w Berkeley Heights, USA) – amerykański piłkarz pochodzenia ukraińskiego.

## Kariera piłkarska

### Kariera klubowa
Urodził się w Polsce, ale jeszcze w dzieciństwie razem z rodzicami w 1945 wyjechał najpierw do RFN, a w 1949 do Rochester, w stanie Nowy Jork w USA. Uczył się w University of Rochester, gdzie bronił barw studenckiej drużyny Michigan State Spartans. Rozpoczął karierę piłkarską w drużynie Rochester Ukrainian. Również występował w klubach Chicago Levy, Ukraina Montreal, Ukrainian Sports Club oraz Newark Ukrainian Sitch. W 1970 zakończył karierę piłkarską.

### Kariera reprezentacyjna
W latach 1957–1961 bronił barw narodowej reprezentacji USA. Rozegrał 5 meczów. Również grał w olimpijskiej reprezentacji USA.